# Slow Motions
Slow Motions är det svenska rockbandet Whyte Seeds' första EP, utgiven 2003. Skivan utgavs på CD och 10" av Stockholm Records. Skivan utgavs även som promotionsingel.
Skivan nådde ingen listplacering. Låten "No Right" finns med i filmen Smala Sussie (2003).

## Låtlista

### Version 1
1. "Slow Motions" - 3:30
2. "In a Dream" - 3:22
3. "No Right" - 2:37
4. "Strange Breakfast" - 2:44

### Version 2
1. "Slow Motions" - 3:30
2. "So Alone" - 3:45
3. "In a Dream" - 3:22
4. "No Right" - 2:37

### 10"
Sida A
1. "Slow Motions" - 3:30
2. "In a Dream" - 3:22

Sida B
1. "No Right" - 2:37
2. "Strange Breakfast" - 2:44

### Promotionversionen
1. "Slow Motions" - 3:30
2. "In a Dream" - 3:22
3. "No Right" - 2:37
4. "Strange Breakfast" - 2:44

### Fotnoter
1. ↑  ”Slow Motions”. Discogs.com. http://www.discogs.com/Whyte-Seeds-Slow-Motions-EP/master/170091. Läst 19 juni 2012.
2. ↑  ”Slow Motions Promo”. Discogs.com. http://www.discogs.com/Whyte-Seeds-Slow-Motions-/release/3520498. Läst 19 juni 2012.
3. ↑  ”Whyte Seeds”. Swedishcharts.com. http://swedishcharts.com/showitem.asp?interpret=Whyte+Seeds&titel=Bold+As+Love&cat=s. Läst 19 juni 2012.
4. ↑  ”Smala Sussie”. Svensk Filmdatabas. http://sfi.se/sv/svensk-filmdatabas/Item/?itemid=56196&type=MOVIE&iv=Music&ref=/templates/SwedishFilmSearchResult.aspx?id%3d1225%26epslanguage%3dsv%26searchword%3dsmala+sussie%26type%3dMovieTitle%26match%3dBegin%26page%3d1%26prom%3dFalse. Läst 19 juli 2013.